# Crunchyroll Anime Awards 2021
Die fünften Crunchyroll Anime Awards wurden am 19. Februar 2021 aufgrund der COVID-19-Pandemie im Rahmen einer Livestreaming-Veranstaltung verliehen.
Die Animeserien Jujutsu Kaisen, Keep Your Hands Off Eizouken! und Great Pretender erhielten je zehn Nominierungen. Mit drei gewonnenen Auszeichnungen war Jujutsu Kaisen der erfolgreichste Anime der Verleihung.
Moderiert wurde die Verleihung von Tim Lyu und dem Maskottchen des Unternehmens, Crunchyroll-hime.

## Hintergrund und Ablauf
Am 15. Dezember 2020 wurden die Kategorien bekannt gegeben, die Jury vorgestellt und die Phase für die Online-Abstimmung terminiert. Diese begann mit der Bekanntgabe der nominierten Titel am 15. Januar 2021 und dauerte eine Woche. Auch wurde seitens Crunchyroll bekannt gegeben, dass man die Anzahl der Jurymitglieder erweitert habe.
Aufgrund der weltweiten COVID-19-Pandemie wurde die Verleihung virtuell veranstaltet. Moderiert wurde die Preisverleihung von Tim Lyu und Crunchyroll-hime, dem Maskottchen des Unternehmens. Während der Veranstaltung kündigte Crunchyroll mit Odd Taxi, Joran: The Princess of Snow and Blood, Zombie Land Saga, Tokyo Revengers und I’ve Been Killing Slimes for 300 Years fünf Neuzugänge für das Portfolio des kommenden Jahres an.
Insgesamt wurden 15 Millionen abgegebene Stimmen – verteilt auf alle Kategorien – gezählt, wobei die meisten Stimmen aus den Vereinigten Staaten, Mexiko und Brasilien abgegeben wurden.

## Gewinner und Nominierte
| Kategorie              | Preisträger                                                    | außerdem nominiert |
| ---------------------- | -------------------------------------------------------------- | --- |
| Anime des Jahres       | Jujutsu Kaisen                                                 | APARE-RANMAN! BEASTARS Dorohedoro Great Pretender Keep Your Hands Off Eizouken! |
| Beste Animation        | Keep Your Hands Off Eizouken!                                  | Beastars Great Pretender Jujutsu Kaisen Princess Connect! Re:DIVE! The God of High School |
| Beste Regie            | Masaaki Yuasa (Keep Your Hands Off Eizouken!)                  | Hiro Kubaragi (Great Pretender) Mamoru Hatakeyama (Kaguya-sama: Love is War) Sunghoo Park (Jujutsu Kaisen) Takashi Sano (Tower of God) Yuzuru Tachikawa (DECA-DENCE) |
| Bestes Charakterdesign | Mayuka Itō (Toilet-bound Hanako-kun)                           | Genice Chan & Yuusuke Yoshigaki (BNA: Brand New Animal) Masashi Kudoh & Miho Tanino (Tower of God) Naoyuki Asano (Keep Your Hands Off Eizouken!) Rumiko Takahashi & Yoshihito Hishinuma (Yashahime: Princess Half-Demon) Yoshiyuki Sadamoto & Hirotaka Katō (Great Pretender)                             |
| Bester Protagonist     | Catarina Klaes (My Next Life as a Villainess)                  | Anos Voldigoad (The Misfit of Demon King Academy) Midori Asakusa (Keep Your Hands Off Eizouken!) Natsume (DECA-DENCE) Shoyo Hinata (Haikyu!! To the Top) Yūji Itadori (Jujutsu Kaisen) |
| Bester Antagonist      | Zwiegesicht Sukuna (Jujutsu Kaisen)                            | Akito Soma (Fruits Basket S2) Echidna (Re:Zero S2) En (Dorohedoro) Overhaul (My Hero Academia S4) Rachel (Tower of God) |
| Beste Kampfszene       | Deku vs. Overhaul (My Hero Academia S4)                        | Bercouli vs. Dark God Vecta (SAO Alicization: War of the Underworld Pt. 2) Brawler vs. Master (Akudama Drive) Jin Mori vs. Han Daewi (The God of High School) Jin Mori vs. Jegal Taek (The God of High School) Satoru Gojō vs. Zwiegesicht Sukuna (Jujutsu Kaisen)                                        |
| Bester Junge           | Shoyo Hinata (Haikyu!! To the Top)                             | Anos Voldigoad (The Misfit of Demon King Academy) Caiman (Dorohedoro) Khun Aguero Agnes (Tower of God) Legoshi (BEASTARS) Satoru Gojō (Jujutsu Kaisen) |
| Bestes Mädchen         | Kaguya Shimomiya (Kaguya-sama: Love is War)                    | Abigail Jones (Great Pretender) Catarina Klaes (My Next Life as a Villainess) Chizuru Mizuhara (Rent-a-Girlfriend) Noi (Dorohedoro) Sakaya Kanamori (Keep Your Hands Off Eizouken!) |
| Bestes Paar            | Nasa Yuzaki & Tsukasa Yuzaki (TONIKAWA: Over the Moon for You) | Catarina Klaes & Maria Campbell (My Next Life as a Villainess) Chizuru Mizuhara & Kazuya Kinoshita (Rent-a-Girlfriend) Kaguya Shimomiya & Miyuki Shirogane (Kaguya-sama: Love is War) Kotoko Iwanaga & Kuro Sakuragawa (In/Spectre) Legoshi & Haru (BEASTARS)                                             |
| Bestes Schauspiel (JP) | Yūsuke Kobayashi als Natsuki Subaru (Re:Zero S2)               | Megumi Ogata als Hanako (Toilet-bound Hanako-kun) Mutsumi Tamura als Sayaka Tanamori (Keep Your Hands Off Eizouken!) Riho Sugiyama als Minare Koda (Wave, Listen to Me!) Yūichi Nakamura als Satoru Gojō (Jujutsu Kaisen) Yusuke Onuki als Daisuke Kambe (The Millionaire Detective – Balance: Unlimited) |
| Bestes Schauspiel (EN) | Zeno Robinson als Hawks (My Hero Academia S4)                  | Aaron Phillips als Laurent Thierry (Great Pretender) Anairis Quiñones als Echidna (Re:Zero S2) Crispin Freeman als Ziusudra (Fate/Grand Order Absolute Demonic Front: Babylonia) Johny Yong Bosch als Bam (Tower of God) Jonah Scott als Legoshi (BEASTARS)                                               |
| Bester Soundtrack      | Kevin Penkin (Tower of God)                                    | Alisa Okehazama (The God of High School) Kensuke Ushio (Japan sinkt: 2020) OORUTAICHI (Keep Your Hands Off Eizouken!) Satoru Kōsaki (BEASTARS) Yutaka Yamada (Great Pretender) |
| Bestes Opening         | ALI – Wild Side (BEASTARS)                                     | Yutaka Yamada – G.P. (Great Pretender) Burnout Syndromes – Phoenix (Haikyu!! To the Top) Eve – Kaikai Kitan (Jujutsu Kaisen) Masayuki Suzuki feat. Airi Suzuki – DADDY! DADDY! DO! (Kaguya-sama: Love is War) chelmico – Easy Breezy (Keep Your Hands Off Eizouken!)                                      |
| Bestes Ending          | ALI feat. AKLO – Lost in Paradise (Jujutsu Kaisen)             | Shin Sakura feat. AAAMYYY – Night Running (BNA: Brand New Animal) (K)NOW_NAME – D.D.D.D. (Dorohedoro) Freddie Mercury – The Great Pretender (Great Pretender) Mamoru Miyano – Last Dance (In/Spectre) OKAMOTO’S – Welcome My Friend (The Millionaire Detective – Balance: Unlimited)                      |
| Bestes Drama           | Fruits Basket S2                                               | BEASTARS Great Pretender Japan sinkt: 2020 Sing “Yesterday” for Me Somali and the Forest Spirit |
| Beste Comedy           | Kaguya-sama: Love is War                                       | Kakushigoto Keep Your Hands Off Eizouken! My Next Life as a Villainess Sleepy Princess in the Demon Castle The Misfit of Demon King Academy |
| Beste Fantasy          | Re:Zero S2                                                     | Ascendance of a Bookworm S2 DECA-DENCE Dorohedoro Dragon Quest The Adventure of Dai Tower of God |